# فدور (ربات مسلح)

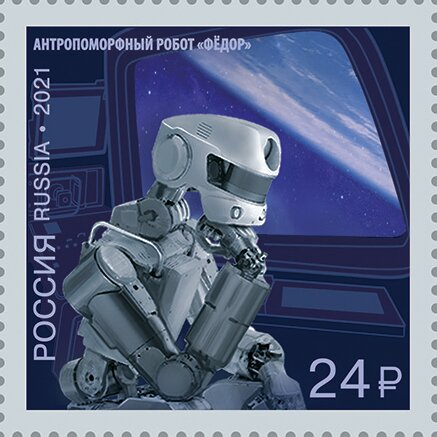
تمبر روسی از فئودور، سال ۲۰۲۱.

فدور یا فئودور (روسی: Фёдор، انگلیسی: FEDOR) مخفف «پژوهش شی نمایشی آزمایشی نهایی» (انگلیسی: Final Experimental Demonstration Object Research) نام ربات انسان‌نمای اندرویدی روسی است که برای استفاده از اسلحه و شلیک همزمان خودران با دو دست و بواسطه هوش مصنوعی آموزش می‌بیند.دیمیتری روگازین، معاون نخست‌وزیر روسیه تأکید کرده‌است که در حال ساخت ترمیناتور نیستند و این ربات در اصل برای عملیات نجات طراحی شده بود و آموزش شلیک با اسلحه برای بهبود توانایی‌های تصمیم‌گیری و مهارت‌های موتوری آن می‌باشد.طبق گزارش‌ها پوتین به فرماندهان فضایی خود دستور داده‌است که طی ۱۵ سال آینده اولین فرود روسیه روی سطح ماه را انجام دهند و فدور به منظور سکونت در ماه طراحی شده و برای اعزام در عملیات انفرادی فضایی سال ۲۰۲۱ در نظر گرفته شده‌است.
این در حالی است که «ارتش رباتیک» پوتین بخشی بحث‌برانگیز از برنامه نظامی روسیه بوده‌است به ویژه نقل قول ولادیمیر پوتین تحت این عنوان که کشوری که در هوش مصنوعی در حد عالی پیشرفت کند «فرمانروای جهان خواهد بود» اگر چه وی همچنان این موضع را حفظ کرده‌است که روسیه پیشرفت‌هایش در این زمینه را در «انحصار» خود نخواهد داشت و با «تمام جهان» به اشتراک خواهد گذاشت مشابه گذشته و فناوری اتمی این کشور.